# 2248 Kanda
2248 Kanda este un asteroid din centura principală, descoperit pe 27 februarie 1933 de Karl Reinmuth.